# سن رامون، بنی
سن رامون (به اسپانیایی: San Ramón) یک شهر در بولیوی است که در شهرداری سن رامون واقع شده‌است. سن رامون ۵٬۳۸۵ نفر جمعیت دارد و ۱۳۹ متر بالاتر از سطح دریا واقع شده‌است.